# Gaínza (Guipúzcoa)
Gaínza (oficialmente en euskera: Gaintza) es un municipio español de la provincia de Guipúzcoa, perteneciente a la comunidad autónoma del País Vasco. El término municipal cuenta con una población de 124 habitantes (INE 2024).

## Toponimia
Según Koldo Mitxelena en su libro Apellidos Vascos Gaínza significaría etimológicamente ‘abundantes cimas o superficies’ de la palabra vasca gain (‘cumbre, cima, alto’) y el sufijo abundancial -tza. Mitxelena establecía un paralelismo entre Gaínza y el topónimo de Beinza, considerando que el primero vendría a significar algo así como ‘las partes más altas’, mientras el segundo ‘las partes más bajas’. Para Patxi Salaberri Gaínza vendría a significar ‘lugar de más arriba’. Dentro de la comarca guipuzcoana del Goyerri y en la vertiente guipuzcoana de la Sierra de Aralar, Gaínza es la localidad situada a mayor altitud (444 m).
Existe una localidad homónima en la vertiente navarra de la sierra de Aralar, en el valle de Araiz, del cual es también la población situada a mayor altitud (500 m). Los dos Gaínzas están separados por casi 40 km de distancia por carretera, pero poco más de 10 km en línea recta.

## Historia
Hacia mediados del siglo XIX, el lugar, ya por entonces con ayuntamiento propio, tenía contabilizada una población de 340 habitantes. Aparece descrito en el octavo volumen del Diccionario geográfico-estadístico-histórico de España y sus posesiones de Ultramar de Pascual Madoz con las siguientes palabras:

GAINZA: v. con ayunt. en la prov. de Guipúzcoa, part. jud. de Tolosa (2 1/2 leg.), c. g. de las Provincias Vascongadas (á Vitoria 12), aud. terr. de Burgos (31), dióc. de Pamplona (10). sit. en un alto al NO. del monte Aralar, con clima frio, sano y combatido por todos los vientos: tiene 4 casas reunidas y 36 cas. dispersos, casa municipal, cárcel, escuela concurrida por 20 alumnos de ambos sexos, y dotada con 5 rs. diarios, igl. parr. (San Miguel), servida por un rector y dos beneficiados, una erm. dedicada á San Martin, cementerio y 8 fuentes en el térm. Tiene este una leg. de circunferencia y confina N. Abalcisqueta; E. Orendain; S. Zaldivia, y O. Alzaga y Baliarrain. El terreno es gredoso; le baña una regatilla que nace en Abalcisqueta: en las inmediaciones del pueblo hay castaños, robles, argomas y helechos. Los caminos son locales. El correo se recibe de Tolosa. prod.: trigo, maiz, castaña y manzana; cria ganado vacuno y lanar, y poca caza. ind.: un molino harinero. pobl.: 60 vec., 340 alm. riqueza y contr. (V. Tolosa, part. jud.) El presupuesto municipal asciende á 3,998 rs., y se cubre con los propios y arbitrios.
(Madoz, 1847, pp. 265-266)

## Demografía
Gaínza cuenta con una población de 124 habitantes (INE 2024).
| Gráfica de evolución demográfica de Gaínza entre 1842 y 2021                                                        |
| |
| Población de derecho según los censos de población del INE Población de hecho según los censos de población del INE |

## Administración y política
| Partido político                    | 2023  | 2023  | 2023       | 2019  | 2019  | 2019       | 2015 | 2015  | 2015       | 2011  | 2011  | 2011       | 2007  | 2007  | 2007       |
| Partido político                    | %     | Votos | Concejales | %     | Votos | Concejales | %    | Votos | Concejales | %     | Votos | Concejales | %     | Votos | Concejales |
| Gaintzako Herria (GH)               | 86,84 | 66    | 5          | 98,61 | 71    | 5          | 100  | 70    | 5          | 78,95 | 60    | 5          | 91,43 | 64    | 5          |
| Partido Popular del País Vasco (PP) | —     | —     | —          | —     | —     | —          | —    | —     | —          | —     | —     | —          | 1,43  | 1     | 0          |

## Personas destacadas
- Joanes Aguirre (siglo XVI-XVII): arquitecto y maestro cantero. Se le atribuyen las iglesias de Santa Cruz de Campezo, Gamarra y Mendívil en Álava; el coro de Torralba, las iglesias de Muruzábal de Andión y Larraga en Navarra; las iglesias de Trevijano y Hornillos de la Sierra y el puente de Viguera en La Rioja.[5]
- Bartolo Ayerbe (1906-1997): escritor en lengua vasca.[6]
- Itziar Idiazabal (1949): lingüista y psicolingüista.
- Juan María Olano (1955): dirigente de las Gestoras Pro Amnistía y Askatasuna. Miembro de la Mesa Nacional de Herri Batasuna y Parlamentario Vasco entre 1987 y 1990.[7]